# Dipoena puertoricensis
Dipoena puertoricensis är en spindelart som beskrevs av Claude Lévi 1963. Dipoena puertoricensis ingår i släktet Dipoena och familjen klotspindlar.
Artens utbredningsområde är Puerto Rico. Inga underarter finns listade i Catalogue of Life.